# Gada I
Gada I (ou Gada Guiziga I) est une localité du Cameroun située dans l'arrondissement de Meri, le département du Diamaré et la région de l’Extrême-Nord. Elle fait partie du canton de Godola.

## Population
En 1974, la localité comptait 68 habitants, des Guiziga.
Lors du recensement de 2005, on y a dénombré 398 personnes.